# Seznam senatorjev petnajste italijanske legislature
Seznam senatorjev 15. legislature Italijanske republike je urejen po političnih strankah.

## Oljka

### Levi demokrati
- Silvana Amati
- Gavino Angius
- Roberto Barbieri
- Giuliano Barbolini
- Fiorenza Bassoli
- Giovanni Battaglia
- Giovanni Bellini
- Giorgio Benvenuto
- Goffredo Maria Bettini
- Paolo Bodini
- Massimo Brutti
- Paolo Brutti
- Filippo Bubbico
- Antonello Cabras
- Guido Calvi
- Anna Maria Carloni
- Felice Casson
- Furio Colombo
- Gerardo D'Ambrosio
- Andrea Carmine De Simone
- Piero Di Siena
- Federico Enriques
- Marco Filippi
- Anna Finocchiaro
- Carlo Fontana
- Vittoria Franco
- Guido Galardi
- Costantino Garraffa
- Mario Gasbarri
- Nuccio Iovene
- Nicola La Torre
- Giovanni Legnini
- Massimo Livi Bacci
- Luigi Lusi
- Andrea Manzella
- Ignazio Roberto Maria Marino
- Alberto Maritati
- Augusto Massa
- Graziano Mazzarello
- Giorgio Mele
- Vidmer Mercatali
- Claudio Micheloni
- Colomba Mongiello
- Accursio Montalbano
- Esterino Montino
- Enrico Morando
- Giorgio Napolitano
- Magda Negri
- Gianni Nieddu
- Carlo Pegorer
- Leana Pignedoli
- Silvana Pisa
- Andrea Ranieri
- Giorgio Roilo
- Edo Ronchi
- Sabina Rossa
- Cesare Salvi
- Lido Scarpetti
- Anna Maria Serafini
- Giorgio Tonini
- Livia Turco
- Rosa Maria Villecco Calipari
- Massimo Villone
- Walter Vitali
- Sergio Zavoli

### Marjeta
- Benedetto Adragna
- Emanuela Baio Dossi
- Egidio Banti
- Enzo Bianco
- Paola Binetti
- Luigi Bobba
- Antonio Boccia
- Willer Bordon
- Daniele Bosone
- Franco Bruno
- Natale D'Amico
- Franco Danieli
- Lamberto Dini
- Bartolo Fazio
- Francesco Ferrante
- Domenico Fisichella
- Beatrice Maria Magnolfi
- Paolo Giaretta
- Salvatore Ladu
- Antonio Maccanico
- Marina Magistrelli
- Nicola Mancino
- Roberto Manzione
- Franco Marini
- Claudio Molinari
- Gianfranco Morgando
- Antonino Papania
- Giorgio Pasetto
- Roberto Pinza
- Antonio Polito
- Edoardo Pollastri
- Giovanni Procacci
- Nino Randazzo
- Paolo Rossi
- Simonetta Rubinato
- Giuseppe Scalera
- Giannicola Sinisi
- Albertina Soliani
- Tiziano Treu
- Renato Guerino Turano
- Gianni Vernetti
- Luigi Zanda
- Valerio Zanone

## Naprej Italija
- Maria Elisabetta Alberti Casellati
- Paolo Amato
- Roberto Antonione
- Franco Asciutti
- Antonio Azzollini
- Massimo Baldini
- Vincenzo Barba
- Paolo Barelli
- Giampaolo Bettamio
- Laura Bianconi
- Alfredo Biondi
- Anna Cinzia Bonfrisco
- Maria Burani Procaccini
- Giulio Camber
- Gianpiero Carlo Cantoni
- Valerio Carrara
- Francesco Casoli
- Roberto Centaro
- Angelo Maria Cicolani
- Ombretta Colli
- Romano Comincioli
- Rosario Giorgio Costa
- Antonio D'Alì
- Marcello Dell'Utri
- Claudio Fazzone
- Mario Francesco Ferrara
- Giuseppe Firrarello
- Roberto Formigoni
- Giancarlo Galan
- Antonio Gentile
- Niccolò Ghedini
- Enzo Ghigo
- Antonio Girfatti
- Pasquale Giuliano
- Luigi Grillo
- Paolo Guzzanti
- Raffaele Iannuzzi
- Angelo Michele Iorio
- Cosimo Izzo
- Antonio Lorusso
- Pietro Lunardi
- Lucio Malan
- Franco Malvano
- Ignazio Manunza
- Giulio Marini
- Piergiorgio Massidda
- Giovanni Mauro
- Carmelo Morra
- Pasquale Nessa
- Emiddio Novi
- Nitto Francesco Palma
- Andrea Pastore
- Marcello Pera
- Enrico Pianetta
- Lorenzo Piccioni
- Filippo Piccone
- Beppe Pisanu
- Giancarlo Pittelli
- Guido Possa
- Gaetano Quagliariello
- Antonella Rebuzzi
- Maurizio Sacconi
- Giacomo Santini
- Aldo Scarabosio
- Paolo Scarpa Bonazza Buora
- Renato Schifani
- Luigi Scotti
- Lucio Stanca
- Egidio Sterpa
- Giorgio Clelio Stracquadanio
- Vincenzo Taddei
- Antonio Tomassini
- Giuseppe Vegas
- Cosimo Ventucci
- Guido Viceconte
- Carlo Vizzini
- Guido Ziccone

## Nacionalna zveza
- Laura Allegrini
- Andrea Augello
- Alberto Balboni
- Mario Baldassarri
- Antonio Battaglia
- Filippo Berselli
- Giorgio Bornacin
- Emilio Nicola Buccico
- Alessio Butti
- Antonino Caruso
- Giovanni Collino
- Gennaro Coronella
- Cesare Cursi
- Euprepio Curto
- Marcello De Angelis
- Mariano Delogu
- Francesco Divella
- Andrea Fluttero
- Domenico Gramazio
- Stefano Losurdo
- Alfredo Mantica
- Alfredo Mantovano
- Ugo Martinat
- Altero Matteoli
- Giuseppe Menardi
- Stefano Morselli
- Franco Mugnai
- Domenico Nania
- Antonio Paravia
- Francesco Pontone
- Luigi Ramponi
- Maurizio Saia
- Learco Saporito
- Gustavo Selva
- Francesco Storace
- Nino Strano
- Oreste Tofani
- Achille Totaro
- Giuseppe Valditara
- Giuseppe Valentino
- Pasquale Viespoli

## Komunistična prenova
- Martino Albonetti
- Daniela Alfonzi
- Salvatore Allocca
- Maria Luisa Boccia
- Salvatore Bonadonna
- Lidia Brisca Menapace
- Giovanna Capelli
- Milziade Caprili
- Giovanni Confalonieri
- José Luiz Del Roio
- Giuseppe Di Lello Finuoli
- Erminia Emprin
- Rina Gagliardi
- Fosco Giannini
- Claudio Grassi
- Santo Liotta
- Luigi Malabarba
- Francesco Martone
- Maria Celeste Nardini
- Anna Maria Palermo
- Giovanni Russo Spena
- Tommaso Sodano
- Raffaele Tecce
- Franco Turigliatto
- Tiziana Valpiana
- Olimpia Vano
- Stefano Zuccherini

## Zveza krščanskih in sredinskih demokratov
- Mario Baccini
- Rocco Buttiglione
- Amedeo Ciccanti
- Salvatore Cuffaro
- Antonio De Poli
- Francesco D'Onofrio
- Maurizio Eufemi
- Massimo Fantola
- Marco Follini
- Michele Forte
- Mauro Libè
- Graziano Maffioli
- Luigi Maninetti
- Calogero Mannino
- Luca Marconi
- Sandra Monacelli
- Giuseppe Naro
- Nedo Lorenzo Poli
- Salvatore Ruggeri
- Gino Trematerra
- Tomaso Zanoletti

## Severna liga
- Roberto Calderoli
- Roberto Castelli
- Michelino Davico
- Sergio Divina
- Paolo Franco
- Dario Fruscio
- Albertino Gabana
- Dario Galli
- Giuseppe Leoni
- Ettore Pietro Pirovano
- Massimo Polledri
- Stefano Stefani
- Piergiorgio Stiffoni

## Skupaj z Zvezo(Insieme con l'Unione)

### Zveza zelenih
- Mauro Bulgarelli
- Loredana De Petris
- Anna Donati
- Marco Pecoraro Scanio
- Natale Ripamonti
- Gianpaolo Silvestri

### Partija italijanskih komunistov
- Armando Cossutta
- Manuela Palermi
- Maria Agostina Pellegatta
- Fernando Rossi
- Dino Tibaldi

## Mešana skupina

### Italija vrednot(Italia dei Valori)
- Aniello Formisano
- Fabio Giambrone
- Giuseppe Caforio
- Sergio De Gregorio
- Franca Rame

### Zveza demokratov za Evropo(Unione Democratici per l'Europa)
- Stefano Cusumano
- Tommaso Barbato
- Clemente Mastella

### Južna demokratska stranka(Partito Democratico Meridionale)
- Pietro Fuda

### Za avtonomije

#### Južnotirolska ljudska stranka
- Oskar Peterlini
- Manfred Pinzger
- Helga Thaler Ausserhofer

#### Avtonomija svoboda demokracija(Autonomie Liberté Démocratie)
- Carlo Perrin

### Krščanska demokracija za avtonomije(Democrazia Cristiana per le Autonomie)
- Mauro Cutrufo
- Gianfranco Rotondi

### Gibanje za avtonomijo
- Giovanni Pistorio
- Giuseppe Saro

### Nepovezani
- Luigi Pallaro
- Francesco Cossiga
- Oscar Luigi Scalfaro
- Giulio Andreotti
- Rita Levi Montalcini
- Emilio Colombo
- Sergio Pininfarina